# Ama Abebrese
Ama Konadu Abebrese, née le 3 mai 1980 à Kumasi au Ghana, est une actrice, présentatrice de télévision et une productrice possédant les nationalités britannique et ghanéenne. Elle a remporté l'édition 2011 de l'Africa Movie Academy Award de la meilleure actrice pour sa performance jugée exceptionnelle dans Sinking Sands. Ses principaux films sont, Azali, qui est le premier film ghanéen présenté aux Oscars, et le film produit par Netflix en 2015, Beasts of No Nation réalisé par Cary Fukunaga. Abebrese est classée parmi les 20 meilleurs acteurs et actrices d'Afrique par FilmContacts.com.  Elle est la narratrice et productrice du film de Blitz Bazawule, The Burial of Kojo, acquis par Array et sorti sur Netflix. 
Elle est une présentatrice de télévision accomplie avec plus de deux décennies d'expérience. Ama K a commencé sa carrière de présentatrice télé à l'adolescence dans l'émission Youth Culture Television à Londres. Elle a exercé en tant que présentatrice sur les chaînes BBC2, OBE TV, Viasat 1, TV3 et Ebonylife TV. 

## Jeunesse et éducation
Elle est née à Kumasi au Ghana mais a grandi dans l'ouest londonien au Royaume-Uni. Elle a fréquenté l'établissement  William Morris Sixth Form à Hammersmith après avoir terminé ses études secondaires à la Burlington Danes Academy. Elle est titulaire d'un baccalauréat ès arts en arts médiatiques et en théâtre obtenu à l'université St Mary's, à Twickenham. 

## Carrière
Ama K. Abebrese a commencé sa carrière en tant que présentatrice sur la  YCTV (Youth Culture Television) à Londres, une organisation créée par Sabrina Guinness dans l'émission télévisée Challenge Anneka . Elle a été présentatrice de l'émission pour jeunes BBC2 Pass da Mic et animatrice de la série éducative English File. Elle a développé un amour pour le théâtre après avoir rejoint le Lyric Theatre (Hammersmith). Dans sa jeunesse, Abebrese était une présentatrice de télévision régulière sur la chaîne OBE TV, aujourd'hui disparue, à Londres, animant et produisant un certain nombre d'émissions, notamment One Touch, et l'émission de divertissement, On The Sofa, où les invités qu'elle a interviewés vont d' Akon à Ziggy Marley. Elle a également interviewé  Harrison Ford, Ne-Yo, Rihanna et le réalisateur de Star Wars George Lucas. 
Ses principaux films incluent le film international primé Sinking Sands, réalisé par BAFTA LA 2011 et par la lauréate du Festival du film panafricain Leila Djansi. Le film a reçu 12 nominations aux Ghana Movie Awards de 2010. 
Elle est l'ancienne directrice de Own Productions et est également l'ancienne productrice exécutive de la station de télévision Viasat 1 au Ghana.  Elle était l'hôte de A Day in the Life, un show télévisé qui a été diffusé sur Viasat 1. Elle a également co-animé New Day sur TV3 le matin en semaine. 
En 2013, Ama, aux côtés de l'actrice de Nollywood, Dakore Adande et du comédien Ayo Makun, a présentée l'édition 2013 des AMAA Awards, . 
Elle a été nommée parmi les 100 influenceuses africaines les plus influentes du magazine C Hub de l'année 2014-2015. Elle a été classée première des animateurs de télévision et de radio les plus influents de 2015 sur la liste de classement des médias sociaux du Ghana . 

## Filmographie
| An   | Titre                              | Rôle           | Remarques |
| ---- | ---------------------------------- | -------------- | --------- |
| 2018 | The Burial of Kojo                 | Narrateur      |           |
| 2018 | Azali                              | Joan           |           |
| 2017 | Lotanna                            | Zara           |           |
| 2016 | Sink or Swim. The perilous Journey | Obim           |           |
| 2015 | The Cursed Ones                    | Chinua         |           |
| 2015 | Interception                       | Raquel         |           |
| 2015 | Beast of No Nation                 | Mère           |           |
| 2014 | Double-Cross                       | Effie          |           |
| 2013 | Praising the Lord, plus one        | Rebecca Commey |           |
| 2011 | Ties That Bind                     | Buki           |           |
| 2010 | Sinking Sands                      | Pabi           |           |
| 2010 | Elmina                             | Araba          |           |
| 2006 | London Get Problem                 | Cameo          |           |

## Travail promotionnel
En 2014, Ama est devenue l'ambassadrice ghanéenne de la marque Dark and Lovely's . 

## Engagements
Ama est la fondatrice de "I Love My Natural Skintone. Say NO to Skin Bleaching " (en français : J'aime ma couleur de peau naturelle. Dites non au blanchiment de la peau), une campagne contre le blanchiment de la peau qu'elle a lancée en 2014, visant à résoudre les problèmes de colorisme et à encourager les Africains et les personnes de couleur à accepter et à aimer leurs teints naturels et à résister à la pratique souvent nocive du blanchiment de la peau. L'accent est principalement mis sur les femmes pour apprécier leurs tons de peau différents et uniques, en affirmant que la beauté se présente sous plusieurs formes . 
Ama K est une «icône de la sécurité des enfants» pour l'association caritative SafeChild Ghana, une organisation dont le principal objectif est de protéger les enfants. Elle a également rejoint l'association à but non lucratif AmaCares dont le but est la lutte contre les abus sexuels sur les enfants.